# Lavotta János
Izsépfalvi Lavotta János (Pusztafödémes, 1764. július 5. – Tállya, 1820. augusztus 11.) magyar zeneszerző, hegedűművész, a verbunkos delelő korszakának egyik kiváló képviselője. A verbunkos triász tagja (Bihari Jánossal és Csermák Antallal együtt). Művelt muzsikus volt, a nyugati kultúra hatása művein is fokozottan érződik.

## Élete
Édesapja hivatalnok volt Pozsonyban és később Budán. Nagyszombatban, majd Pozsonyban tanult, ez utóbbi helyen jogi tanulmányokba kezdett. 1786-ban Pestre került, ahol folytatta azokat. Zenetanárai Hossza Ferenc, Joseph Zistler és Glanz György voltak. Első kompozícióját még Nagyszombatban írta Rhetorica címmel.
Katonaévei után Bécsbe ment, azután Fraknóra, végül Pestre. Hivatalnok lett a kancelláriánál 1791-ig, majd Zichy Károly fiainak nevelője. Ezután döntött végérvényesen a zenei pálya mellett. 1792–93-ban a pest-budai magyar színjátszó társaság zenei igazgatója volt. 1797-től 1799-ig Miskolcon tartózkodott. 1802–1804-ben a kolozsvári színtársulatnál karnagy volt. Ettől kezdve 1816-ig sorra járta a nemesi kúriákat, vándoréletet élt. 1816-ban zongorát és hegedűt oktatott, majd Debrecenben zeneműboltot nyitott. 1817-től kezdve betegsége mindinkább elhatalmasodott rajta. Újabb vándorévek után, 1820-ban Tállyán telepedett le, és ott is hunyt el.

## Művei
- Rhetorica
- Nobilium Hungariae Insurgentium Nota Insurrectionalis Hungarica (1797, 18 darabból álló ciklus)
- Ábrándok (Szigetvár ostroma; Az égi háború)
- Verbunkosok gyűjteménye
- Egyéb kéziratok (német táncok, menüettek, kontratáncok és polonézek)

## Emlékezete
- Kőbányán, Miskolcon, Salgótarjánban, Sárospatakon, Balatonszéplakon és Tállyán is utca viseli a nevét.
- Sátoraljaújhelyen zeneiskolát neveztek el róla, és mellszobrot állítottak neki. Országos hegedűduó-találkozó is viseli a nevét, valamint 1990 óta a Lavotta János Kamarazenekar, amelynek tagjai hangszeres tanárok, magas osztályú növendékek Zemplén térségéből. lavottamuhely.hu
- Zemplén és Abaúj megyék művészeti díja 1990 óta a Lavotta János-díj.
- Kemény Egon – Gál György Sándor – Erdődy János: „Komáromi farsang” (Magyar Rádió, 1957) Rádiódaljáték 2 részben. Főszereplők: Csokonai Vitéz Mihály – Ilosfalvy Róbert és Zenthe Ferenc, Lilla – Házy Erzsébet és Korompai Vali. Szereplők: Deák Sándor, Lavotta János – Gönczöl János/Molnár Miklós, Berky Lili, Bilicsi Tivadar, Szabó Ernő, Hlatky László, Fekete Pál, Lehoczky Éva, Kishegyi Árpád, Völcsey Rózsi, Gózon Gyula, Rózsahegyi Kálmán és mások. Zenei rendező: Ruitner Sándor. Rendező: László Endre. A Magyar Rádió Szimfonikus Zenekarát Lehel György vezényelte. 2019 – Kemény Egon kétszeres Erkel Ferenc-díjas zeneszerző halálának 50. évfordulója esztendejében CD-újdonságként jelentek meg a"Hatvani diákjai" és a"Komáromi farsang" című daljátékai eredeti rádió-hangfelvételeinek (1955, 1957) digitalizált (2019) dupla-albumai. kemenyegon.hu